# 貝圖利亞 (桑坦德省)

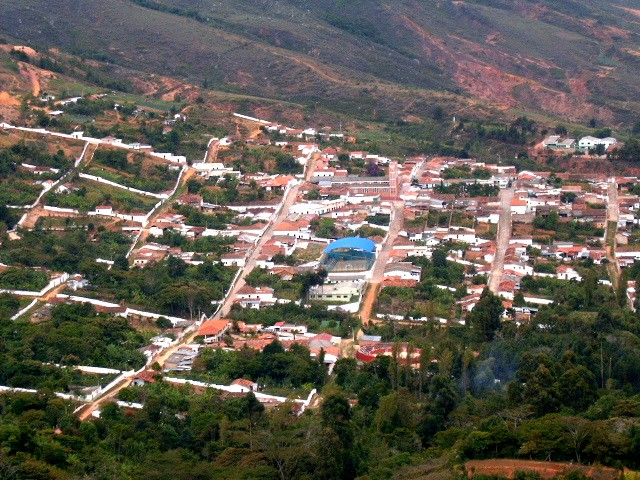

貝圖利亞（西班牙語：Betulia），是哥倫比亞的城鎮，位於該國東北部桑坦德省，距離布卡拉曼加90公里，始建於1844年2月13日，面積413平方公里，海拔高度1,820米，人口5,244，人口密度每平方公里12.2人。